# Heather Couper
Heather Anita Couper (Wallasey, Anglaterra, 2 de juny de 1949 - Aylesbury, 19 de febrer de 2020) va ser una astrònoma anglesa. Professora d'astronomia al Gresham College de Londres, i presidenta de l'Associació Astronòmica Britànica (en anglès: British Astronomical Association) de 1984 a 1986, va ser una figura cabdal per a la popularització i vulgarització de l'astronomia a la televisió durant els anys 1980 i 1990.
Per a homenatjar la seva trajectòria, un asteroide, el 3922 Heather, va rebre el seu nom.